# Marquesado de las Regueras
El marquesado de las Regueras es un título nobiliario español creado por la reina regente María Cristina de Habsburgo-Lorena y concedido en nombre de Alfonso XIII a favor de Segundo García-Tuñón y Álvarez-Miranda, coronel de Voluntarios Urbanos de La Habana, mediante real decreto del 12 de marzo de 1897 y despacho expedido el 13 de julio de 1898. Fue rehabilitado en el año 2000 por Juan Carlos I, recayendo en Fernando García-Tuñón y San Fabián.
Su denominación hace referencia al concejo de Las Regueras, en la comunidad autónoma del Principado de Asturias

## Marqueses de las Regueras
|                                  | Titular                                | Periodo                   |
| Creación por Alfonso XIII        | Creación por Alfonso XIII              | Creación por Alfonso XIII |
| -------------------------------- | -------------------------------------- | ------------------------- |
| I                                | Segundo García-Tuñón y Álvarez-Miranda | 1898-1904                 |
| II                               | José García-Tuñón y Domínguez          | 1904-1953                 |
| Rehabilitación por Juan Carlos I |                                        |                           |
| III                              | Fernando García-Tuñón y San Fabián     | 2000-hoy                  |

## Historia de los marqueses de las Regueras
- Segundo García-Tuñón y Álvarez-Miranda, I marqués de las Regueras, coronel de Voluntarios Urbanos de La Habana, Gran Cruz de Isabel la Católica.[1]

Casó con Belén Domínguez Grairte. El 17 de junio de 1904 le sucedió su hijo:
- José García-Tuñón y Domínguez (m. Barcelona, 1953), II marqués de las Regueras.[1]

Casó con María Teresa Bonell y Gómez.
La rehabilitación del título fue solicitada el 8 de mayo de 1972 por María Teresa García Tuñón Bonell y posteriormente por Alberto García-Tuñón y Mazorra el 30 de marzo de 1990. Ninguna de las solicitudes prosperó. Finalmente, un real decreto del 7 de enero del 2000 (BOE del día 25) rehabilitó el título en favor de Fernando García-Tuñón y San Fabián, que sucedió por carta del 31 de marzo del 2000:
- Fernando García-Tuñón y San Fabián, marqués de las Regueras.[2]